# ケウリグル文化
ケウリグル文化（ケウリグルぶんか、Qäwrighul culture、中国語：古墓溝）は、紀元前2100年から紀元前1500年頃にかけて、現在の新疆ウイグル自治区の孔雀河流域で栄えた後期青銅器時代の文化である。タリム盆地のミイラの文化の一つであり、やや南に位置する小河墓地とともに、小河文化の一部をなすと考えられている。

## 特徴
ケウリグル文化は、主に墓地遺跡によって知られる。タリム盆地のミイラの埋葬地としては最古のもので、その最下層は紀元前2135年から紀元前1939年に遡る。最もよく知られているのは、文化名の由来にもなったケウリグル墓地であり、少なくとも42基の墓が発見されている。ケウリグルの墓は2つの種類に分けられる。
第一様式は、竪穴墓を特徴とし、木製の板材が使用されていた痕跡が見られる。墓室の東西両端には木柱が立てられている場合もあった。埋葬された死者は、頭を東に向けて伸展した状態で安置され、フェルト帽をかぶり、ウール製の布で包まれていた。胸部からはマオウの小枝が発見されている。副葬品としては、骨製の装飾品、鹿角製の錐、木製の盆、石器、碗などがある。銅と青銅の両方の金属の痕跡が発見されているが、陶器の出土はない。これらの埋葬形態は、先行するアファナシェヴォ文化のものと関連付けられている。
第二様式は、同心円状に並べられた木柱で囲まれた竪穴墓を特徴とする。他の木柱は放射状に伸びており、太陽の象徴のような形を形成している。埋葬者は男性に限られている。木柱の円形は、アンドロノヴォ文化に特徴的なストーンサークルと比較されており、これらの埋葬形態もまた、アンドロノヴォ文化のものと類似している。
二種類の埋葬法の違いについては、同一文化に属する身分差のある人々によるものとする説がある一方、異なる集団に属する年代の異なる文化によるものとする説もある。
遺体の保存状態は、劣悪なものから良好なミイラまで様々である。これは、埋葬地の乾燥した砂漠の環境に起因する。
ケウリグル文化の残された遺物から、彼らの経済活動には、コムギ、ヒツジ、ヤギ、ウマなどが含まれていたと考えられる。また、シカや魚の存在も確認されている。

### 形質的特徴

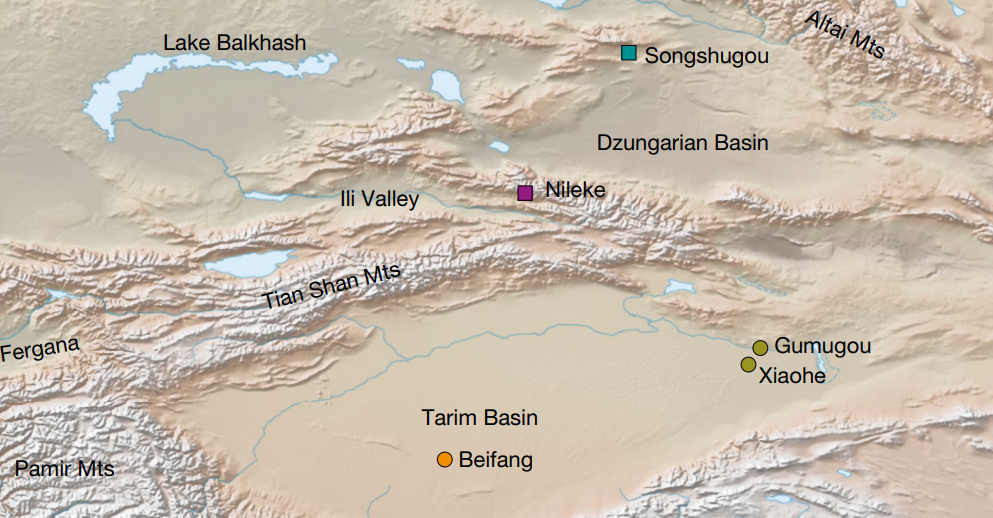
古墓溝（Gumugou）遺跡の所在地

1997年にマロリーとアダムスが行った形態学的調査によれば、ケウリグル文化の遺骨はコーカソイドに属する。これはタリム盆地におけるコーカソイド系住民の存在を示す最古の証拠であると主張されている。ケウリグル文化の埋葬形式は、竪穴墓に石や木材で内張りし、周囲を囲いで囲むものであり、馬の頭部や脚部を供える場所がある。これらの特徴は、ユーラシア草原西部に位置する他の文化の墓と著しい類似性を示す。ケウリグル人の形態的特徴は、アファナシェヴォ文化や、同時代のアンドロノヴォ文化の人々と類似している。このことから、ケウリグル文化はトカラ人の祖先候補の一つと考えられてきた。ヘムフィルとマロリー（2004年）によるタリム盆地の初期のミイラ（ケウリグル）の頭蓋計測学的再分析では、ケウリグル人がアンドロノヴォ文化やアファナシェヴォ文化の草原遊牧民、あるいは西アジアのバクトリア・マルギアナ複合（BMAC）文化の住民とも異なる独自のクラスターを形成していることが示された。

### 遺伝子
タリム盆地の最古の住民は、主に土着の古代北ユーラシア人に、北東アジア人の混血が加わった人々を祖先とすることが、常染色体遺伝子の証拠から示唆されている。これらのミイラは、かつてトカラ人起源であると考えられていたが、近年の証拠は、ミイラが後のインド・ヨーロッパ語族の遊牧民（例えば、アファナシェヴォ文化）とは無関係の、独自の集団に属していたことを示している。

### 青銅器の伝播
ケウリグル墓地からの考古資料は、青銅器技術がアファナシエヴォ文化と新疆との接触を通じて伝播し、さらに中国北西部の甘粛地域（馬家窯文化、斉家文化）へと伝わったという説を補強するものである。